# Panicum acrotrichum
Espèce
Synonymes
- Eriochloa acrotricha (Hook.f.) Hack. ex Schinz[1]

Panicum acrotrichum Hook.f. est une espèce de plantes de la famille des Poaceae et du genre Panicum, présente sur la ligne montagneuse du Cameroun.

## Description
C'est une herbe pérenne pouvant atteindre 35 cm.

## Distribution
Relativement rare, l'espèce a été observée au Cameroun (régions de l'Adamaoua, de l'Ouest, du Sud-Ouest), au sud-est du Nigeria et en Guinée équatoriale sur l'île de Bioko.